# توني واشنطن
توني واشنطن (بالإنجليزية: Tony Washington)‏ هو لاعب كرة قدم أمريكية ولاعب كرة القدم الكندية أمريكي، ولد في 17 فبراير 1986 في نيو أورلينز في الولايات المتحدة.